# Mikhaïl Tiurin
Mikhaïl Vladislàvovitx Tiurin (rus: Михаил Владиславович Тюрин) (nascut el 2 de març de 1960, Kolomna, Rússia) és un cosmonauta rus.

## Dades personals
Tiurin viu a Koroliov, una petita ciutat als afores de Moscou. Va néixer el 2 de març de 1960, a Kolomna, URSS (ara Rússia) (a unes 60 milles de Moscou) on els seus pares encara hi resideixen. Es va casar amb Tatiana Anatólievna Tiúrina. Tenen una filla, Aleksandra, nascuda en el 1982. Li agrada navegar en vaixell en el seu temps lliure.